# 筼筜湖
筼筜湖（白話字：Oân-tong-ô͘/Oân-thong-ô͘）位于中国福建省厦门市思明区，目前是水面面积约为1.7平方公里的内湖。筼筜湖原为水面面积达10平方公里的天然海港，后经多次填海造地、围海造田形成今天的形貌。筼筜湖中有一湖心岛称白鹭洲，厦门市城市原点即设立在其中。

## 筼筜港
筼筜港又名西港，别称湾东港，为历史上厦门岛内东西走向的狭长天然港湾，在厦门岛西岸，水面面积曾高达约10.12平方公里。道光年间《厦门志》中记载：“筼筜港在城北，长可十里许，阔四里有奇。”其范围最东至江头社，南岸可到厦禾路、海岸路、美头山、梧村，北岸则达狐尾山-仙岳山脚下、官浔、牛家村、乌石浦等地，西部则直通大海。港口有风屿、浮屿、虎礁等礁石。浮屿原为筼筜港入海口处礁石，是当时船舶停靠的必经之地，位于今思北路口南端，该处今有立石，上书“浮屿”二字，以记其事。
筼筜港的名字来源有几种说法。其中主流说法为古时候南北岸边栽有许多叫做“筼筜”的竹子，茂盛时曾绵延数里地。据学者考证，筼筜竹是一种叫做粉单竹的禾本科竹亚科鲂竹属单竹类竹子，在厦门地区广为分布。也有人认为是因为港口狭长，形如筼筜大竹一般而得名。
还有人称“筼筜港”是“湾东港”的厦门话谐音，与筼筜竹并无关系。
筼筜港盛产鱼虾、牡蛎、海带和沙蚕（即土笋）等水产品。曾当夜幕降临，停泊在筼筜港湾内的渔船灯光闪闪，形成“筼筜渔火”的景致，为著名的厦门八大景之一。厦门有流传一首描述该景致的诗：“牛家村畔水云乡，万顷烟波入夜凉；最爱月斜潮落后，满江渔火列筼筜。”

## 历史
清朝道光咸丰年间，在筼筜港南岸竹树脚以北（现厦禾路西段鹭江小学周围）填海造地，至今该地仍俗称“新填地”。在1920年代又进行了多次的填海工程，现在厦禾路附近以及其北侧500米左右的范围的陆地多为这一时期填海而成。1970年，由于当时围海造田的政策，在筼筜港修筑了长达1700米，标高5.3米，顶宽12米的“筼筜海堤”，又被称为“西堤”。并将堤内约7平方公里的面积填为水面面积仅为1.7平方公里的内湖。后由于淡水不足改为建设用地，称为“筼筜新区”。
由于堤内水体与海水隔绝，加上生活污水和工业废水的排放，筼筜湖曾一度被严重污染。1988年，时任厦门市委常委、常务副市长习近平提出“依法治湖、截污处理、清淤筑岸、搞活水体、美化环境”，作为筼筜湖的综合治理方针。经过有效治理，筼筜湖湖区生态明显改善，生态环境各项指标持续改善，生物多样性得以恢复，时而可见厦门市鸟白鹭在湖面旋翔，新景被称为“筼筜夜色”。
由于湖北为厦门市人民政府、厦门市人民会堂所在地，湖心岛目前主体白鹭洲公园常为厦门市主办各类群众文化活动的场所（如厦门市元宵灯会等），筼筜湖成为厦门人民耳熟能详的政治、文化中心。在2008年举办的厦门市城市原点票选中，筼筜湖得到了68.69%选票的支持，当局并决定在西白鹭洲公园设立有关标志。

## 周边
筼筜湖四周的主要道路有：
- 东西向：湖滨北路、湖滨南路
- 南北向：湖滨西路、白鹭洲路、湖滨中路、湖滨东路

筼筜湖四周的主要设施有：
- 厦门市人民政府、厦门人民会堂
- 厦门市体育中心
- 南湖公园
- 白鹭洲公园